# Victor Fénoux
Victor Marie Alexandre Joseph Fénoux (1831-1895) est un ingénieur des ponts et chaussées, qui concevra notamment le viaduc de Morlaix et le phare de la Vieille.

## Biographie
Victor Fénoux est né le 5 février 1831 à Boulogne-sur-Mer.
Avec l'ingénieur en chef H. Planchet, il conçoit et dirige la construction du viaduc de Morlaix, un important ouvrage d'art de la section de Rennes à Brest de la ligne Paris - Brest.
C'est en 1876 qu'il devient ingénieur en chef et va participer à la conception et diriger la construction de plusieurs phares importants, notamment Ar-Men, Les Pierres Noires ou encore la Vieille. En 1885 il part à Paris ou il a été nommé Inspecteur Général. Ce séjour à la capitale sera de courte durée, puisque dès 1886 il est nommé inspecteur général des départements bretons.
Malade, il meurt à Morlaix le 9 septembre 1895. Il est enterré au cimetière d'Audierne.

## Réalisations
Victor Fenoux participe activement à la conception et/ou à la direction des travaux d'ouvrages d'arts marquants du territoire breton :
- Phare d'Ar-Men
- Phare de la Vieille
- Phare des Pierres Noires
- Viaduc de Morlaix
- Viaduc de la Penzé
- Pont de Douarnenez

## Publications
- « Note sur les travaux de construction du grand viaduc de Morlaix », dans Annales des ponts et chaussées: Partie technique. Mémoires et documents relatifs a l'art des constructions et au service de l'ingénieur, 1867, pp. 207-236 (intégrale en ligne)
- Note sur les navires transatlantiques grande vitesse, dans annales des Ponts et Chaussées, 1869

## Hommage
- Rue Victor Fenoux à Brest, en mémoire de ses travaux sur les quais et sa direction des constructions du pont de Morlaix et du phare d'Armen[5].